# Julie Foucher
Julie Foucher (Ann Arbor, Michigan, 26 de diciembre de 1988) es una atleta de CrossFit y estudiante de medicina estadounidense. Ella ha participado en los CrossFit Games cuatro veces, e históricamente ha sido una de las participantes más exitosas en el evento. Además, es uno de los miembros del equipo del Seminario de Crossfit Nivel 1. Ella asiste a la Universidad de Míchigan, donde cursa una carrera en el área de la medicina.

## Carrera deportiva
Foucher desarrolló su fuerza y habilidades debido al entrenamiento de gimnasia. En la secundaria, participó en atletismo. Comenzó con CrossFit el verano del 2009, un año más tarde ya se posicionaba en segundo lugar de la Región Este Central. Esto le permitió clasificar a los CrossFit Games del 2010, donde terminó en quinto lugar. Para el siguiente año, la Región Este Central salió en primer lugar, dándole el cupo para los CrossFit Games del 2011. En el evento del 2011, Foucher terminó en quinto lugar por segundo año consecutivo. Para los CrossFit Games del 2012, pasó fácilmente la competencia regional y terminó en segundo lugar de los CrossFit Games. Foucher no participó en los CrossFit Games del 2013, ya que se tomó un tiempo fuera del CrossFit para atender tiempo completo a sus estudios de medicina. Fue nombrada una de las "Personas Más Interesantes" del 2013 por la revista Cleveland Magazine. Sin embargo, volvió el 2014, terminando segundo lugar de la competencia OC Throwdown. Además, ganó las regionales del Este Central, ayudó a Estados Unidos a ganar el invitacional, y salió tercer lugar en los CrossFit Games del 2014.
Foucher ha sido reconocida por su ética profesional. El entrenador Doug Chapman dijo, "Lo que la hace especial es cuan duro trabaja." El ex-gimnasta de Cleveland Dominique Moceanu dijo, "Julie está más lista que nunca, y yo estoy muy emocionado para que el mundo la vea"
| Workout        | Tiempo          |
| -------------- | --------------- |
| Fran           | 2:24            |
| Helen          | 7:55            |
| Grace          | 1:39            |
| Filthy 50      | 17:18           |
| Fight Gone Bad | 403             |
| Sprint 400 m   | 0:00            |
| Run 5k         | 0:00            |
| Técnico        | Peso            |
| Clean & Jerk   | 89 kg (195 lb)  |
| Snatch         | 75 kg (165 lb)  |
| Deadlift       | 141 kg (310 lb) |
| Back Squat     | 116 kg (255 lb) |
| Max Pull-ups   | 0 reps          |